# CA9
CA9 (англ. Carbonic anhydrase 9) – білок, який кодується однойменним геном, розташованим у людей на короткому плечі 9-ї хромосоми. Довжина поліпептидного ланцюга білка становить 459 амінокислот, а молекулярна маса — 49 698.
| 10         |  | 20         |  | 30         |  | 40         |  | 50         |
| ---------- |  | ---------- |  | ---------- |  | ---------- |  | ---------- |
| MAPLCPSPWL |  | PLLIPAPAPG |  | LTVQLLLSLL |  | LLVPVHPQRL |  | PRMQEDSPLG |
| GGSSGEDDPL |  | GEEDLPSEED |  | SPREEDPPGE |  | EDLPGEEDLP |  | GEEDLPEVKP |
| KSEEEGSLKL |  | EDLPTVEAPG |  | DPQEPQNNAH |  | RDKEGDDQSH |  | WRYGGDPPWP |
| RVSPACAGRF |  | QSPVDIRPQL |  | AAFCPALRPL |  | ELLGFQLPPL |  | PELRLRNNGH |
| SVQLTLPPGL |  | EMALGPGREY |  | RALQLHLHWG |  | AAGRPGSEHT |  | VEGHRFPAEI |
| HVVHLSTAFA |  | RVDEALGRPG |  | GLAVLAAFLE |  | EGPEENSAYE |  | QLLSRLEEIA |
| EEGSETQVPG |  | LDISALLPSD |  | FSRYFQYEGS |  | LTTPPCAQGV |  | IWTVFNQTVM |
| LSAKQLHTLS |  | DTLWGPGDSR |  | LQLNFRATQP |  | LNGRVIEASF |  | PAGVDSSPRA |
| AEPVQLNSCL |  | AAGDILALVF |  | GLLFAVTSVA |  | FLVQMRRQHR |  | RGTKGGVSYR |
| PAEVAETGA  |  |            |  |            |  |            |  |            |

A: Аланін

C: Цистеїн

D: Аспарагінова кислота

E: Глутамінова кислота

F: Фенілаланін

G: Гліцин

H: Гістидин

I: Ізолейцин

K: Лізин

L: Лейцин

M: Метіонін

N: Аспарагін

P: Пролін

Q: Глутамін

R: Аргінін

S: Серин

T: Треонін

V: Валін

W: Триптофан

Кодований геном білок за функціями належить до ліаз, фосфопротеїнів. 
Білок має сайт для зв'язування з іонами металів, іоном цинку. 
Локалізований у клітинній мембрані, ядрі, мембрані, клітинних відростках.